# مناطق شهرداری کرمان

## خیابان‌ها و معابر اصلی شهر
از خیابان‌های مرکزی و اصلی شهر به ترتیب می‌توان به بلوار جمهوری اسلامی (امام جمعه، والفجر، حمزه، هزار و یکشب، شفا،فارابی)، خیابان شهید بهشتی، بلوار آیت الله صدوقی، خیابان فردوسی، بلوار شهید مصطفی خمینی (شهاب)، خیابان استقلال، خیابان شهید نامجو (اقبال)، خیابان جهاد و خیابان بهمنیار اشاره کرد.
بلوار جمهوری اسلامی یکی از معابر اصلی شهر کرمان می‌باشد و مکان‌های مهمی مانند شرکت توزیع برق جنوب، اتاق بازرگانی، اداره کل بهزیستی، داروخانه امام رضا، بیمارستان شفا، ساختمان پزشکان میلاد، برج اول، مسجد امام رضا، مشاوره دام‌پزشکی کرمان، فرودگاه بین‌المللی آیت الله هاشمی رفسنجانی کرمان، بانک صادرات، اداره کل راهنمایی و رانندگی، شرکت فولاد زرندیان، هتل پارس، اداره کل گمرکات استان در آن واقع شده‌اند.
خیابان شهید دکتر بهشتی یکی از معابر اصلی شهر کرمان است و مکان‌های مهمی مانند مجتمع تجاری تفریحی صالح المهدی، موزه هنرهای معاصر صنعتی، سینما مهتاب، سینما آسیا در آن قرار گرفته‌اند.
بلوار آیت الله صدوقی یکی از معابر اصلی شهر کرمان می‌باشد و مکان‌های مهمی مانند فرماندهی انتظامی استان کرمان،کلانتری ۱۳، اداره کل راه و شهرسازی استان، شرکت معادن زغال سنگ کرمان، سازمان تأمین اجتماعی شعبه ۳، اداره دخانیات، خدمات بازرگانی کرمان در آن واقع شده‌اند.
خیابان فردوسی یکی از معابر اصلی شهر کرمان می‌باشد و مکان‌های مهمی مانند اداره ثبت اسناد و املاک، نَمایندگی امورخارجه، اداره کل کتابخانه‌های عمومی استان کرمان، آل دیجیتال، شرکت کرمانیک، مبین نت و دفتر پیشخوان دولت کرمانیک در آن واقع شده‌اند.
بلوار شهید مصطفی خمینی (شهاب) یکی از معابر اصلی شهر کرمان می‌باشد و مکان‌های مهمی مانند صدا و سیما مرکز کرمان، شرکت تعاونی دانشکده، پلیس فتا کرمان، بانک ملی، برج و کلنیک دندان پزشکی شهاب (ساختمان پدر)، مسجد طالبی، بیمارستان دامپزشکی استان کرمان، صنف سنگ و بتن، مرکز رادیو انکولوژی و پزشکی هسته ای، سازمان غذا و دارو استان کرمان، کانون وکلا و داگستری استان کرمان، شیرینی سرای مریم، آموزشگاه زبان سویگل (شعبه مجازی)، ستاد مبارزه با مواد مخدر، فروشگاه برندا، چوبکده پت ومت، گل اقاقیا، فروشگاه نگین الماس، آموزشگاه و سالن زیبایی چهره برتر شعبه ۲، بیمه پارسیان، فروشگاه قصر رنگ مو، فروشگاه دورین مدار بسته امن ابتکار، فروشگاه سپاهان استیل داتیس، آموزشگاه رانندگی میعاد، فست فود گلها، فروشگاه زنجیره ای هایمارت (هایپر کاوه شبانه‌روزی)، نمایندگی آیفون تصویری الکتروپیک، سالن ورزشی پاس، نمایندگی اسنوا، رستوران سید محسن، آزمایشگاه آب و خاک علوم زمین، سرای فرش کسری، آکادمی تخصصی مجریگری، بانک قرض الحسنه مهر ایران، اداره کل تعاون کار و رفاه اجتماعی، موسه علمی آموزشی imath، دانشگاه شهید باهنر، دانشگاه چَمران، اداره کل زندان‌ها، بیمارستان افضلی پور، سازمان تأمین اجتماعی ۴، فروشگاه محمدی، پخش مواد غذایی شبانی و داروخانه شبانه‌روزی دکتر ملایی، هتل آرینا در آن واقع شده‌اند.
خیابان استقلال یکی از معابر اصلی شهر کرمان می‌باشد و مکان‌های مهمی مانند بیمارستان سیدالشهدا، مدیریت بهزیستی شهرستان کرمان، ساختمان پزشکان استقلال، کلنیک دندان پزشکی صدف، برج پزشکی اطلس، دکتر الهام فرخ گیسور، لوازم پزشکی پاستوردر آن واقع شده‌اند.
خیابان شهید نامجو (اقبال) یکی از معابر اصلی شهر کرمان می‌باشد و مکان‌های مهمی مانند فروشگاه فرش الماس کویر شعبه ۳، مجتمع تجاری اقبال، شرکت هوش برتر، دفتر مرکزی و نمایندگی هوآوی، تجهیزات دندان پزشکی فرشید طب، نمایندگی بوتان، سازمان بازنشستگی منطقه ای در آن واقع شده‌اند.
بلوار جهاد (منتظری) یکی از معابر اصلی شهر کرمان می‌باشد و مکان‌های مهمی مانند ساختمان پزشکان زکریا، مرکز بینایی سنجی، آزمایشگاه سپهر، دادگاه ویژه روحانیت، مؤسسه فرهنگی قرآنی ولیعصر در آن واقع شده‌اند.
خیابان بهمنیار یکی از معابر اصلی شهر کرمان می‌باشد و مکان‌های مهمی مانند شیرینی رضا، مؤسسه اعتباری نور، آموزشگاه موسیقی گلهای جاویدان (بنان سابق)، دفتر پیشخوان الکترونیک دولت، پارک خبرنگار در آن واقع شده‌اند.

## مرکز شهر کرمان
مرکز شهر کرمان جزو محله های خوب و شلوغ کرمان است.
خیابان‌های مرکزی شهر عبارتند از:
- ابتدای بلوار جمهوری اسلامی (لاری نجفی، آبنوس)
- میدان آزادی
- خیابان شهید بهشتی
- ابتدای خیابان شریعتی
- ابتدای خیابان بهنمیار و بیست و چهار آذر
- خیابان استقلال
- خیابان جهاد
- خیابان فردوسی
- خیابان میزا آقاخان کرمانی و نشاط
- خیابان پروین اعتصامی
- بخشی از خیابان شهید رجایی (خورشید)
- خیابان شهید نامجو (اقبال)
- خیابان حافظ
- خیابان مولوی
- خیابان ابن سینا
- خیابان وحشی بافقی
- خیابان سعدی

## میدان‌های اصلی شهر
میدان‌های اصلی شهر به ترتیب میدان آزادی، میدان شهدا (مشتاق)، میدان کوثر، میدان سپهبد قرنی هستند.
میدان‌های شهر عبارتند از:
میدان آزادی
خروجی اول: خیابان استقلال
خروجی دوم: خیابان شهید بهشتی (شریعتی)
خروجی سوم: خیابان بهمنیار
خروجی چهارم: بلوار جمهوری اسلامی
خروجی پنجم: بلوار آیت الله صدوقی (جاده تهران)
میدان شهدا (مشتاق)
خروجی اول: خیابان شریعتی
خروجی دوم: میرزارضاکرمانی
خروجی سوم: خیابان شهدا
خروجی چهارم: خیابان شهید باهنر (ناصریه)
میدان کوثر
خروجی اول: هزار و یک شب شمالی
خروجی دوم: بلوار آزادگان
خروجی سوم: بلوار نصر
خروجی چهارم: بلوار کوثر
خروجی پنجم: خیابان شفا
میدان سپهبد شهید قرنی (ژاندرمری)
خروجی اول: خیابان شهید مصطفی خمینی (شهاب)
خروجی دوم: خیابان امام خمینی
خروجی سوم: خیابان قرنی (باغ ملی، شهاب)
خروجی چهام: خیابان سعدی
میدان پرواز
خروجی اول: بلوار جمهوری اسلامی
خروجی دوم: فرودگاه
خروجی سوم: بلوار حجاج
میدان هفت باغ
خروجی اول: بزرگراه هفت باغ
خروجی دوم: خیابان شهید مصطفی خمینی (شهاب)
پارک مطهری
خروجی اول: خیابان شهید مطهری
خروجی دوم: خیابان آیت الله صالحی
خروجی سوم: خیابان خیام
خروجی چهارم: بلوار قدس
میدان ارگ
خروجی اول: خیابان عدالت
خروجی دوم: گنجعلی خان
خروجی سوم: بازار
خروجی چهارم: خیابان غزه
میدان گاندی
خروجی اول: بلوار هوشنگ مرادی کرمانی
خروجی دوم: صائب تبریزی
خروجی سوم: بلوار هوشنگ مرادی کرمانی (هتل پارس)
میدان جیحون
خروجی اول: جیحون (بیمارستان پیامبر اعظم)
خروجی دوم: مصلی
خروجی سوم: بلوار پلیس (میدان شورا)
میدان بسیج
خروجی اول: خیابان کامیاب
خروجی دوم: خیابان فلسطین
خروجی سوم: خیابان ابوحامد
خروجی چهارم: خیابان شورا
میدان شورا
خروجی اول: خیابان شورا جنوبی (پارک شورا)
خروجی دوم: خیابان شورا شمالی (سینما شهرتماشا)
میدان عاشورا
خروجی اول: بلوار عباسپور جنوبی
خروجی دوم: شهید سلیمانی شرقی
خروجی سوم: بلوار عباسپور شمالی
خروجی چهارم: شهید سلیمانی غربی
میدان بیرم آباد (سرآسیاب)
خروجی اول: بزرگراه شهید پور جعفری (آیت الله خامنه‌ای)
خروجی دوم: خیابان سرباز
خروجی سوم: بزرگراه امام خمینی
خروجی چهارم: بلوار امام صادق
خروجی پنجم: بلوار مغفوری
میدان پژوهش
خروجی اول: بزرگراه امام خمینی شرقی
خروجی دوم: بلوار بیست و دو بهمن
خروجی سوم: بزرگراه امام خمینی غربی
خروجی چهارم: بلوار دانشگاه باهنر
خروجی پنجم: بلوار صبا
میدان سیدی
خروجی اول: بلوار سیدی شرقی
خروجی دوم: بلوار زرند
خروجی سوم: بلوار سیدی غربی
میدان رسالت
خروجی اول: شهید باقدرت غربی
خروجی دوم: ابوذر جنوبی
خروجی سوم: شهید باقدرت شرقی
خروجی چهارم: بلوار رسالت
میدان غدیر
خروجی اول: لاله جنوبی
خروجی دوم: بلوار سردار سلیمانی غربی
خروجی سوم: لاله شمالی
خروجی چهارم: بلوار سردار سلیمانی شرقی
میدان خواجوی کرمانی
خروجی اول: خیابان سرباز
خروجی دوم: خیابان علی ابن ابی طالب (فابریک)
خروجی سوم: بلوار ابراهیم خلیل
خروجی چهارم: بلوار بیست و دو بهمن
میدان علی ابن ابی طالب (فابریک)
خروجی اول: خیابان علی ابن ابی طالب (فابریک)
خروجی دوم: خیابان مدرس
خروجی سوم: خیابان میرزارضاکرمانی
خروجی چهارم: خیابان مطهری (احمدی)

## منطقه ۱
منطقه یک شهرداری کرمان، در محدوده تقریبی شمال غربی شهر کرمان قرار گرفته است. این منطقه شهری کرمان شامل تعداد زیادی محله است.
رتبه توسعه یافتگی این منطقه در بین مناطق شهری چهار است و کمترین امکانات شهری در این منطقه واقع است.

### محله‌ها
- بلوار شهید عباسپور
- خیابان شهید رجایی و شهید آیت الله رئیسی (خورشید)
- خیابان شهدا (زریسف)
- خیابان باستانی پاریزی
- خیابان طالقانی
- خیابان حکیم
- خیابان مدیریت
- خیابان شهید دادبین

## منطقه ۲
منطقه ۲ شهرداری کرمان در منطقه شرق و شمال شرقی شهر کرمان قرار گرفته است و شامل محلات و خیابان‌هایی است.
رتبه توسعه یافتگی این منطقه در بین مناطق شهری یک است و این منطقه به همراه منطقه ۳ شهری شامل بیشترین امکانات شهری هستند، همچنین این منطقه گرانترین املاک مسکونی و تجاری را دربر گرفته است.

### محله‌ها و خیابان‌های مهم
- بلوار جمهوری اسلامی
- میدان کوثر
- خیابان شفا
- خیابان هزارو یکشب شمالی
- هزارو یکشب جنوبی(حوض نخعی)
- بلوار فارابی
- خیابان ویلا
- بلوار حمزه شمالی و جنوبی
- فرهنگیان
- خیابان والفجر
- خیابان امام جمعه
- خیابان شهید لاری نجفی (۲۰ متری نادر)
- بلوار شیراز
- خیابان بحرالعلوم
- بلوار کشاورز
- بلوار امیر کبیر
- خیابان هوشنگ مرادی
- و غیره...

## منطقهٔ ۳
منطقه ۳ شهرداری کرمان در منطقه جنوب شرقی و جنوب غربی کرمان قرار گرفته است و شامل محلات و خیابان‌هایی است.

### محلات و خیابان‌های مهم
- خیابان آیت الله صالحی
- خیابان سپه
- خیابان استقلال
- بخش‌هایی از خیابان شهید بهشتی
- خیابان شهید مصطفی خمینی (شهاب)(شرق شهاب منطقه ۴ و غرب شهاب منطقه ۳ هست)
- خیابان سپهبد قرنی
- خیابان میزا آقاخان کرمانی
- خیابان سعدی
- بلوار فردوسی
- خیابان پروین اعتصامی
- خیابان فیروزه
- خیابان نشاط
- محدوده پارک مطهری
- خیابان مطهری
- شهرک شهید مطهری[۳]

## منطقه ۴
شهرداری منطقه ۴ کرمان در قسمت‌های شمال شرقی شهر کرمان قرار گرفته است و شامل محلات و خیابان‌هایی است.

### محلات و خیابان‌های مهم
- بخش‌هایی از بزرگراه امام خمینی (شامل میدان و زیرگذر پژوهش)
- خیابان آیت الله دستغیب (سلسبیل)
- بلوار ۲۲ بهمن
- خیابان سرباز
- خیابان پیروزی
- خیابان مجاهدین
- خیابان شهیدان اعتباری
- خیابان سید جمال الدین اسدآبادی
- بلوار ساوه
- خیابان شهید نگارستانی
- خیابان شهید اخلاقی (مادر)
- خیابان شهدای پیرانشهر
- پردیسان جنگلی قائم
- خیابان هفده شهریور
- شاهزاده محمد
- خیابان شهید ایرانمنش
- خیابان شاه نعمت‌الله ولی
- خیابان سلمان فارسی
- میدان خواجوی کرمانی
- محله سرآسیاب
- میدان بیرم آباد[۴]

## منطقهٔ ۵
منطقه ۵ شهرداری کرمان در بافت تاریخی شهر کرمان قرار گرفته است و شامل خیابان‌ها و محلاتی است.

### خیابان‌ها و محلات مهم
شهرداری منطقه پنج کرمان شامل محدوده ای بین خیابان‌های شهید قرنی و شهید رجایی (خورشید)، خیابان شهید کامیاب، خیابان ابوحامد، خیابان شهدای دارلک (آلاشت)، خیابان شهدای پیرانشهر، خیابان شهید مدرس، خیابان شهید مطهری، خیابان گلبازخان، خیابان سادات خوشرو میدان بزرگ شهدا (مشتاقیه) و شامل بافت قدیم و تاریخی شهر است.